# Omieg

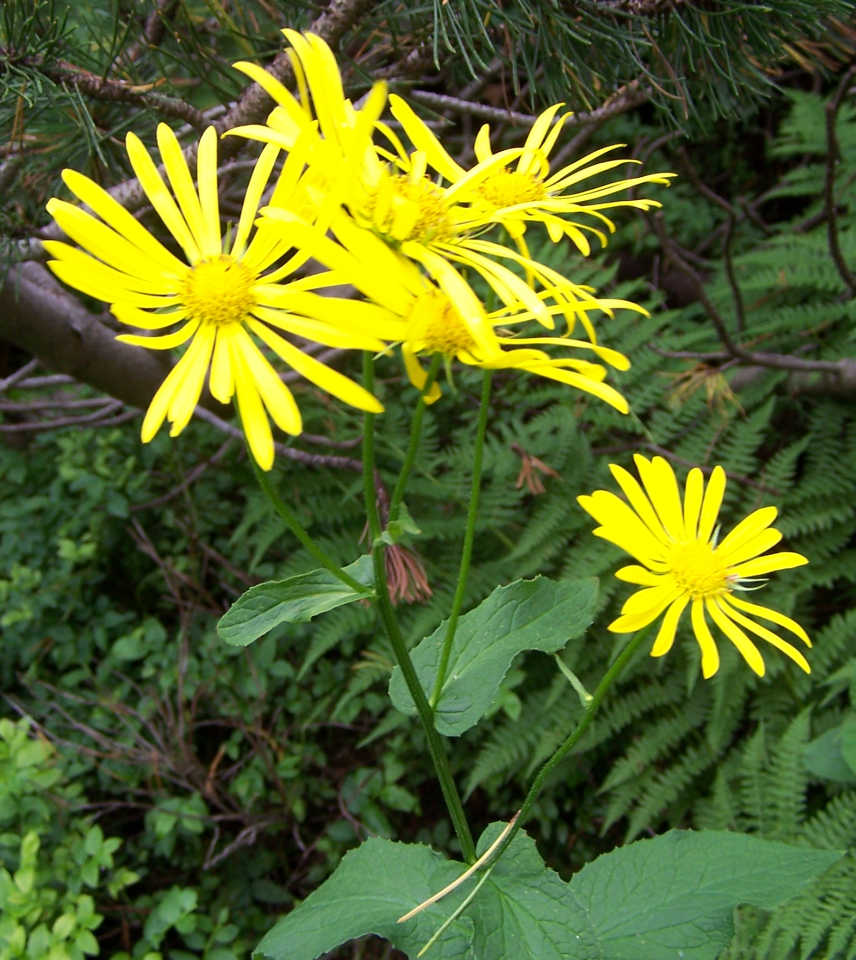
Omieg górski

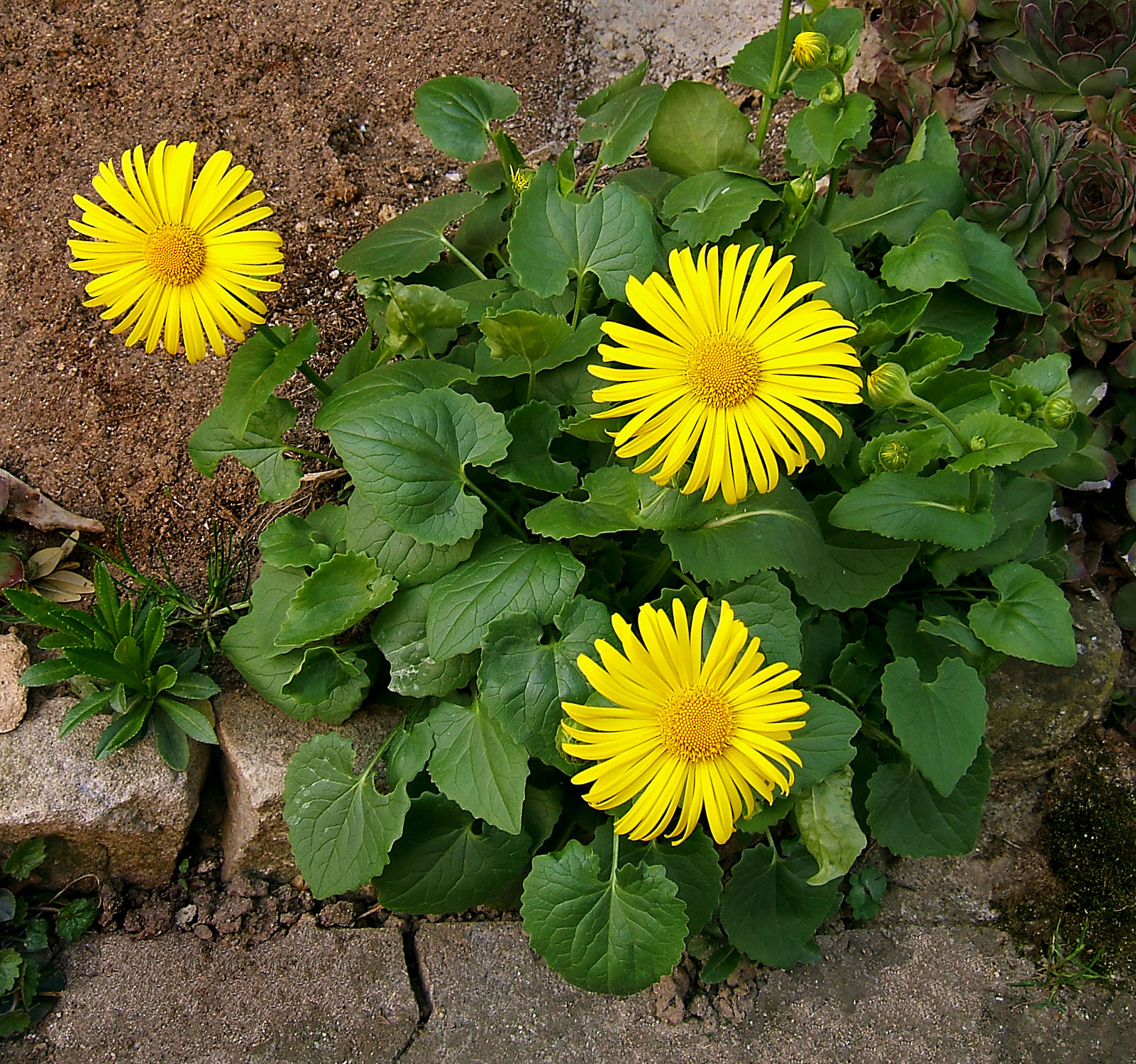
Omieg wschodni

Omieg (Doronicum L.) – rodzaj roślin należący do rodziny astrowatych. Obejmuje 29 gatunków. Zasięg rodzaju obejmuje Eurazję i północno-zachodnią Afrykę. W polskiej florze dwa gatunki występują jako rodzime (omieg górski D. austriacum i omieg kozłowiec D. clusii). Rosną w lasach, na górskich łąkach i piargach. 
Niektóre omiegi są uprawiane jako rośliny ozdobne, cenione dla okazałych, żółtych kwiatostanów i wiosennego terminu kwitnienia. Jako takie zawleczone i zdziczałe występują też w Ameryce Północnej. Najczęściej w uprawie spotykane są: omieg wschodni D. caucasicum, omieg zachodni D. pardalianches i omieg babkolistny D. plantagineum.

## Morfologia
Organy podziemneKłącza, czasem z rozłogami i bulwiasto zgrubiałymi korzeniami.
ŁodygaZwykle pojedyncza, wyprostowana, osiągająca wysokość od 10 do 90 cm, rzadko do 150 cm.
LiścieOdziomkowe i łodygowe, skrętoległe, siedzące lub ogonkowe (u nasady ogonek często rozszerzony, otulający uszkami łodygę). Blaszka liściowa jajowata, eliptyczna lub lancetowata. Brzeg liścia cały lub ząbkowany. Powierzchnia liścia gładka lub owłosiona, u niektórych gatunków owłosiona gruczołowato (zwłaszcza na nerwach).
KwiatyZebrane w koszyczki ustawione pojedynczo na szczycie łodygi lub skupione w większej liczbie w formie baldachogrona. Szypułki pod koszyczkami często gruczołowato owłosione. Okrywa dzwonkowata, półkulista lub szersza o średnicy 22–40 mm. Listki okrywy trwałe i liczne, w 2–3 szeregach, wzniesione lub rozpostarte, lancetowate lub równowąskie, jednakowej długości, na skraju czasem błoniaste, często orzęsione, na powierzchni owłosione. Dno koszyczka wypukłe lub półkoliste, gładkie lub z drobnymi zagłębieniami. Kwiaty języczkowe w liczbie od 13 do ponad 40 (u odmian ogrodowych często liczniejsze), płodne, z koroną żółtą. Kwiatów rurkowatych jest w koszyczku od 50 do ponad 250, są obupłciowe, płodne, z żółtą, rurkowatą koroną zakończoną pięcioma płatkami wyprostowanymi lub odgiętymi. Puch kielichowy trwały zwykle z 40–60 włosków, czasem brak w kwiatach języczkowatych.
OwoceSpłaszczone, jajowate, opatrzone 5 lub 10 żebrami, gładkie lub owłosione.

## Biologia
Byliny. Liczba chromosomów 2n = 60.

## Systematyka
Pozycja systematyczna
Rodzaj z rodziny astrowatych (Asteraceae) zaliczany w jej obrębie do podrodziny Asteroideae i do plemienia Senecioneae lub wyodrębniany we własnym, monotypowym plemieniu Doroniceae.
Wykaz gatunków
- Doronicum altaicum Pall.
- Doronicum austriacum Jacq. – omieg górski
- Doronicum cacaliifolium Boiss. & Heldr.
- Doronicum calotum (Diels) Q.Yuan
- Doronicum carpaticum (Griseb. & Schenk) Nyman – omieg karpacki
- Doronicum carpetanum Boiss. & Reut. ex Willk. & Lange
- Doronicum cataractarum Widder
- Doronicum caucasicum M.Bieb. – omieg wschodni
- Doronicum clusii (All.) Tausch – omieg kozłowiec
- Doronicum columnae Ten. – omieg sercowaty, o. sercolistny
- Doronicum conaense Y.L.Chen
- Doronicum corsicum (Loisel.) Poir.
- Doronicum dolichotrichum Cavill.
- Doronicum × excelsum (N.E.Br.) Stace
- Doronicum falconeri C.B.Clarke ex Hook.f.
- Doronicum × fritschii Widder
- Doronicum glaciale (Wulfen) Nyman – omieg lodnikowy
- Doronicum × grafii Widder
- Doronicum grandiflorum Lam. – omieg wielkokwiatowy
- Doronicum × halacsyi Eichenf.
- Doronicum haussknechtii Cavill.
- Doronicum hungaricum Rchb.f. – omieg węgierski
- Doronicum kamaonense (DC.) Alv.Fern.
- Doronicum macrophyllum Fisch.
- Doronicum maximum Boiss. & A.Huet
- Doronicum × minutilloi Peruzzi
- Doronicum oblongifolium DC.
- Doronicum pardalianches L. – omieg zachodni
- Doronicum × pardalianchoides Bornm. & Koch
- Doronicum plantagineum L. – omieg babkolistny
- Doronicum × prennii Widder
- Doronicum pyrenaicum (J.Gay ex Gren. & Godr.) Rivas Mart.
- Doronicum reticulatum Boiss.
- Doronicum stenoglossum Maxim.
- Doronicum turkestanicum Cavill.
- Doronicum wendelboi J.R.Edm.